# Мюлиус-Эриксен, Людвиг
Людвиг Мюлиус-Эриксен (дат. Ludvig Mylius-Erichsen; 1872—1907) — датский полярный исследователь, этнограф, журналист. Руководитель двух экспедиций в Гренландию (1902—1904, 1906—1908), внёсший значительный вклад в изучение, преимущественно, её северо-восточных областей.

## Биография
Родился 15 января 1872 года в городе Виборг, Дания.

### Экспедиция 1902—1904

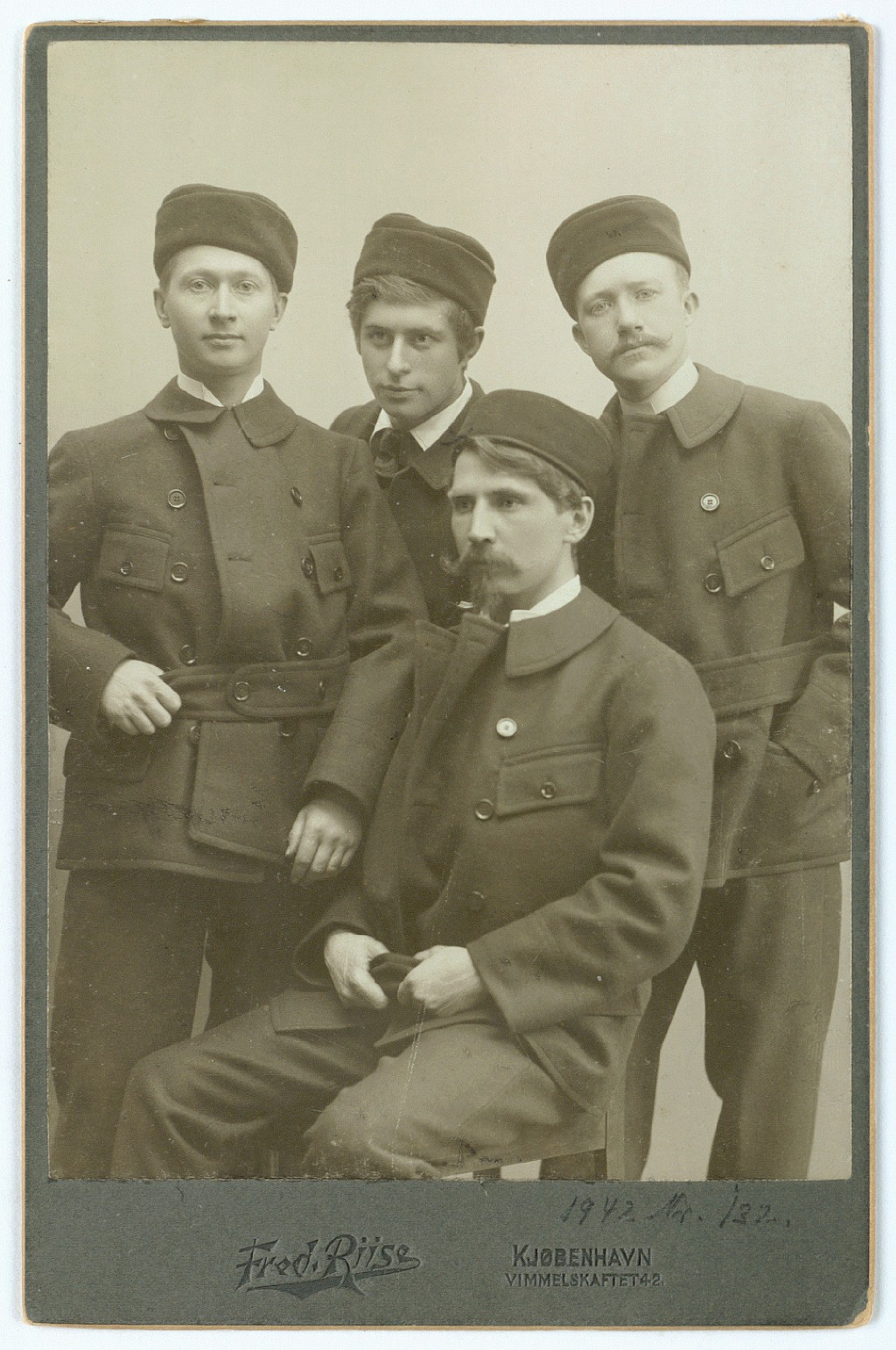
Х. Мольтке, К. Расмуссен, А. Бертельсен, Л. Мюлиус-Эриксен (сидит)

В течение многих лет, чтобы оградить местные племена от негативного влияния европейской цивилизации, посещение Гренландии было запрещено для всех, за исключением датских государственных служащих и миссионеров. Анонсируя свою первую экспедицию на остров, Мюлиус-Эрисксен заявил о своём намерении описать быт, культуру и фольклор гренландских эскимосов, особенно в контрасте с жизнью в датских поселениях в западной части острова. Экспедиция получила название «литературной». Себе в компаньоны Мюлиус-Эрисксен взял художника Харальда Мольтке, орнитолога и медика Альфреда Бертельсена (дат. Alfred Bertelsen) и журналиста и переводчика Кнуда Расмуссена (со временем ставшим самым известным из датских полярных исследователей). Позже к датчанам в качестве переводчика присоединился гренландский священник Йорген Брёнлунн.
В середине июля 1902 года путешественники высадились в Готхобе, откуда на лодках и собачьих упряжках отправились на север и провели зиму в Якобсхавне. В марте 1903 года они добрались до Упернавика и продолжили путь на север через залив Мелвилл (за исключением Бертельсена, который предпочёл остаться). В пути Мольтке сильно заболел, но они смогли достичь земли эскимосов племени Эта (Etah) (как назвал её Расмуссен — «Королевства северного ветра») и провели среди них почти год. В результате работы Харальд Мольтке составил прекрасный альбом из портретов и пейзажей, Милиус-Эриксен сформулировал свои взгляды о датском влиянии на жизнь инуитов, Расмуссен со своим совершенным знанием инуктитута провёл детальное изучение быта, обычаев и культуры этого малоизвестного народа.
Результаты экспедиции в Дании посчитали столь значительными, что экспедиция, начинавшаяся как частная инициатива, получила официальное признание, датское правительство взяло на себя оплату всех её долгов, а также инициировало проведение ряда реформ.

### Экспедиция 1906—1908

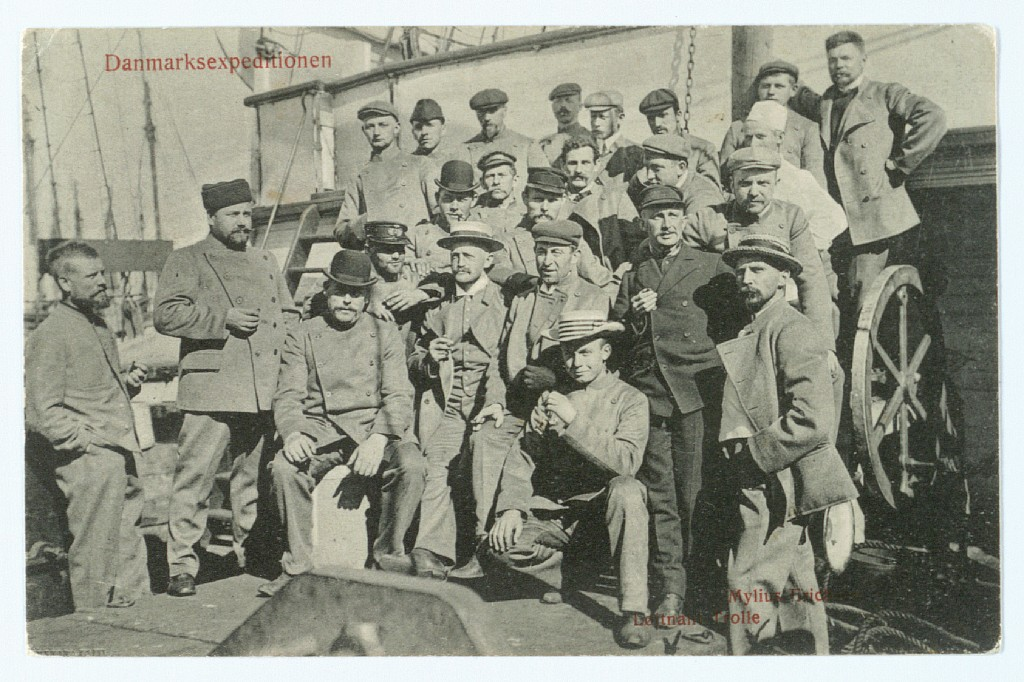
Члены датской экспедиции на борту корабля «Дания», Людвиг Мюлиус-Эриксен в первом ряду справа

Целью второй экспедиции Мюлиус-Эриксена было исследование северо-восточной области Гренландии между мысами Бисмарк (Cape Bismarck) и Викоф (Cape Wyckoff). Экспедиция финансировалась датским правительством, Карлсберг-фондом и частными пожертвованиями. В состав экспедиции вошли 28 человек, в их числе Йохан Кох, картограф Нильс Хёг-Хаген, метеоролог и физик Альфред Вегенер, Петер Фрейхен, художники Оге Бертельсен и Актон Фрис, помощники Хеннинг Биструп и Густав Тоструп (Gustav Thostrup), а также погонщики собак — священник Йорген Брёнлунн и Тобиас Габриэльсен (Tobias Gabrielsen).
24 июня 1906 года корабль экспедиции «Danmark» (Дания) отплыл из Копенгагена и в середине августа благополучно достиг Гренландии и бросил якорь на южном берегу полуострова Джемани-лэнд в бухте Денмарксхавн, где была организована экспедиционная база, с которой в течение последующих двух лет различные партии проводили предусмотренные программой исследования (в общей сложности участники экспедиции преодолели в санных поездках более 4000 миль).
Основное путешествие было предпринято Мюлиус-Эриксоном в сопровождении девяти человек в конце марта 1907 года. 28 марта партия отправилась на север. На 80-м градусе северной широты Биструп, Вегенер, Тоструп и Карл Ринг повернули назад, а шестеро продолжили путь до Земли кронпринца Кристиана, попутно открыв Землю Ламберта и остров Ховгард. На 81°30' северной широты 18° западной долготы партии разделились — Кох, Габриэльсен и Бертельсен отправились дальше на север, а Мюлиус-Эриксен, Хёг-Хаген и Брёнлунн пошли на запад к Индепенденс-фьорду. 7 мая партия Коха достигла Земли Пири у мыса Эйлор-Расмуссен (Cape Eilor Rasmussen), а пять дней спустя добралась до гурия на мысе Викоф — самой восточной точки, достигнутой Робертом Пири в 1900 году, тем самым окончательно доказав, что Гренландия остров.

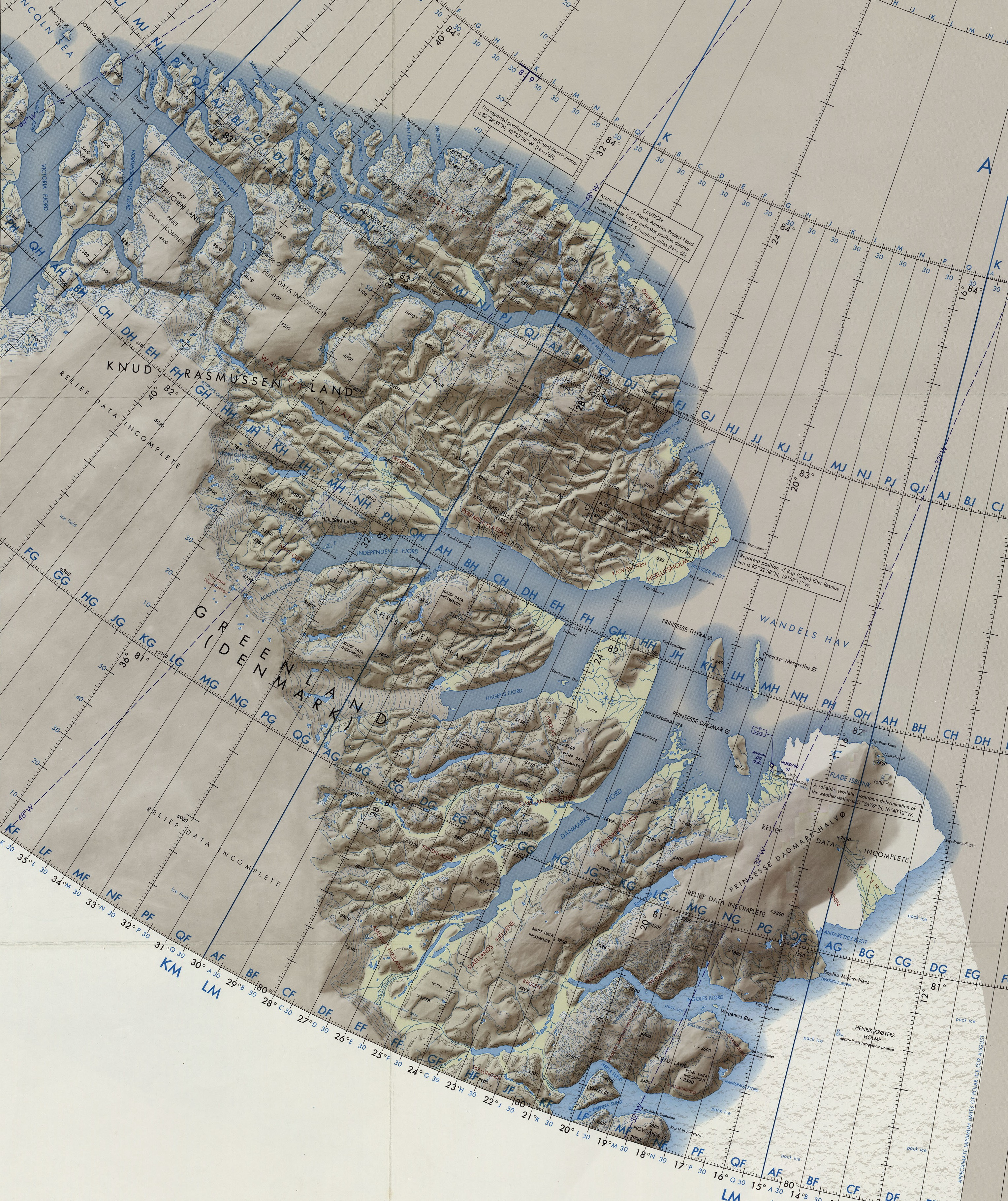
Карта Северо-восточной части Гренландии

27 мая партии Коха и Эриксона случайно встретились у устья вновь открытого Датского фьорда (Danmark Fjord), картографирование которого задержало Мюлиус-Эриксена. Пополнив запасы продовольствия за счёт припасов партии Коха, Мюлиус-Эриксен отправился на запад, чтобы завершить исследование Индепенденс-фьорда и «пролива Пири», якобы соединяющего фьорд и пролив Нэрса. Партия Коха, в свою очередь, отправилась обратно и 23 июня благополучно вернулась на базу. Партия Людвига Мюлиус-Эриксена до наступления зимы на базу так и не вернулась.
Первая попытка поиска пропавших была предпринята 23 сентября. Поисковая партия Тострупа смогла достичь лишь Маллемук-фьорда (Mallemuk Fjord) к северу от острова Ховгард, дальнейшему продвижению помешала открытая вода. Вторую попытку удалось предпринять лишь на следующий год. 10 марта 1908 года на поиски отправилась поисковая партия, возглавляемая Йоханом Кохом. Менее чем в 200 милях от корабля он нашёл вскрытое депо, а в сотне метров от него небольшую снежную пещеру, внутри которой находилось тело Йоргена Брёнлунна. При нём был его дневник и карты Хёг-Хагена.
Как следовало из дневника Брёнлунна, который он вёл на инуктитуте, а также из позднее найденных записей Эриксена, партия дошла до изголовья «пролива Индепенденс» (доказав, что это фьорд), попутно открыв и картографировав Хаген-фьорд (Hagen Fjord), а также ледник Академии (Academy Glacier) и Нэви-клифф (Navy Cliff). 4 июня партия повернула обратно, но из-за таяния льда не смогла пересечь Датский фьорд и была вынуждена разбить лагерь на его западном берегу в ожидании ледостава. Всё это время путешественники были крайне ограничены в питании и топливе, к концу августа питаясь практически лишь мясом собственных собак и редкой охотничей добычей. К 19 октября, пополнив запасы из двух ранее заложенных депо, партия достигла северного побережья Маллемук-фьорда (примерно в это же время на южном берегу находилась партия Тострупа, но их разделяла открытая вода), но уже не смогла преодолеть эту преграду. 15 ноября умер Хёг-Хаген, а спустя 10 дней Мюлиус-Эриксен. Брёнлунн смог, в итоге, дойти до склада, оставленного Тострупом несколькими неделями ранее, но сил идти дальше у него уже также не было. Последняя запись в дневнике Брёнлунна: «… не могу идти дальше из-за обмороженных ног и полной тьмы… Тела остальных … примерно в двух с половиной лигах отсюда. Хаген умер 15 ноября, Мюлиус примерно десять дней спустя. Йорген Брёнлунн».
Тела Мюлиуса-Эриксена и Хёг-Хагена так и не были найдены несмотря на неоднократные поиски, в том числе экспедицией Эйнара Миккельсена. Тем не менее, Миккельсен нашёл отчёты Эриксена за август-сентябрь 1907 года, которые тот оставлял в гуриях по пути к югу.

## Память
В честь Людвига Мюлиус-Эриксена названы пять географических объектов: Земля Мюлиус-Эриксена (область северо-восточной Гренландии между Землёй Пири и Индепенденс-фьордом), Mylius-Erichsen Sommerlejr (дословно «летний лагерь»), Mylius-Erichsen Varde (пирамида в Индепенденс-фьорде), Mylius-Erichsen Monument (горный пик в леднике Сведрупа, залив Мелвилл), мыс на Земле Пири. В родном городе Л. Мюлиус-Эриксена Рингкёбинге перед входом в музей установлен памятник.